# Zjawisko Arthusa
Zjawisko Arthusa, reakcja Arthusa, objaw Arthusa – miejscowa reakcja nadwrażliwości typu III, wywołana odkładaniem się kompleksów immunologicznych w tkankach. Reakcja ta została odkryta w 1903 roku przez Nicolasa Maurice'a Arthusa.
Jest modelem miejscowego uszkadzania tkanek przez kompleksy immunologiczne. Podanie antygenu osobnikowi o dużym stężeniu IgG wiążących dopełniacz w ciągu kilku godzin doprowadza do reakcji miejscowej charakteryzującej się zaczerwienieniem, obrzękiem i naciekiem z neutrofilów i następnie makrofagów. Powstający kompleks antygen-przeciwciało po przyłączeniu dopełniacza aktywuje wytwarzanie anafilotoksyn, które powodują degranulację bazofilów i działają przyciągająco na neutrofile, które fagocytują te kompleksy.
Zmiany te ulegają wycofaniu w przypadku niepowtarzającego się działania antygenu. W przypadku przewlekłego narażenia na działanie antygenu rozpoczynają się procesy chorobowe.
Reakcja Arthusa leży u podstaw alergicznego zapalenia pęcherzyków płucnych (m.in. płuco farmera, płuco hodowców gołębi, płuco praczek) związanego z najczęściej zawodowym narażeniem na antygeny wdychane do dróg oddechowych.